# Avelino Hernández
Avelino Hernández Lucas (Valdegeña, Soria, septiembre de 1944-Selva, Baleares, 22 de julio de 2003) fue un escritor y narrador oral español.

## Biografía

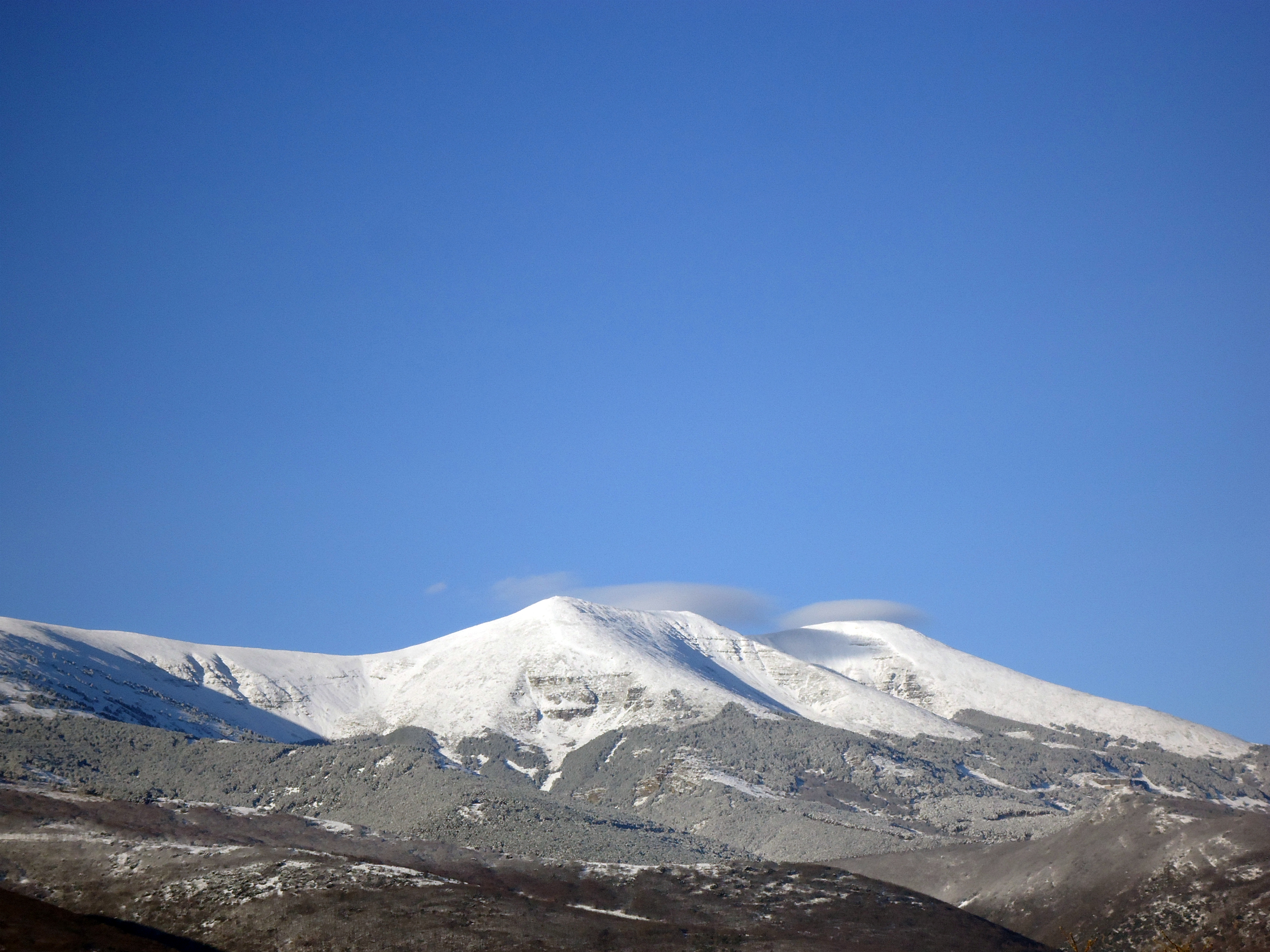
Vistas del pico de San Miguel, en el macizo del Moncayo.

Nacido al pie del Moncayo, cuyo paisaje estará muy presente en su obra literaria. Tras pasar su infancia en el mundo rural de Valdegeña,  estudia sucesivamente en Miranda de Ebro (bachillerato superior), El Escorial (Filosofía y Letras y Humanidades), la Universidad de Sevilla (donde no concluye los cursos de árabe) y la Universidad Complutense de Madrid (sin terminar Derecho). Durante gran parte de ese periodo participa activamente en la lucha contra la dictadura de Franco y su régimen, evolucionando desde iniciales planteamientos de compromiso cristiano. Su labor le llevó a ser detenido y encarcelado por la Brigada Político Social y procesado con tres años de petición fiscal por el Tribunal de Orden Público (1970). Pese a ello continuó en la lucha clandestina como dirigente de la Organización Revolucionaria de Trabajadores (ORT) en Madrid, Andalucía, Cataluña y Extremadura, periodo en el que conoció a Teresa Ordinas, su compañera a lo largo de 32 años.
Tras el cambio político, desempeñó cargos locales  (Director de Actividades Culturales del Ayuntamiento de Aranjuez en 1981), autonómicos (Secretario General de la Consejería de Educación y Cultura de la Junta de Castilla y León en 1983), y estatales (Ministerio de Cultura y Universidad Rural Europea en 1986). La estabilidad democrática le permitió dedicarse a la escritura (una vocación que había nacido en 1970 como fruto de la convalecencia de una operación de amígdalas) y a viajar, desempeñando una labor etnográfica que se reflejaría directamente en muchos de sus libros y en su actividad como narrador oral.
En 1996 se trasladó a la isla de Mallorca y vivió sus últimos años en Selva, en la Sierra de Tramontana, donde murió de cáncer en el verano de 2003. Por propia voluntad no se celebró funeral ni entierro. Su biblioteca (más de dos mil volúmenes) fue donada en 2006 por su viuda a la Fundación Jorge Guillén.
En 2021 se publicaron dos biografías sobre Avelino Hernández. La de escrita por su viuda, Teresa Ordinas Montojo, se tituló Avelino Hernández, desde Soria al mar (Rimpego), y en ella se le describía tanto en su actividad pública como en su vida corriente e íntima. Por su parte, el escritor Ignacio Sanz, amigo del escritor y con el que había coescrito el libro de viajes Crónicas del poniente castellano, publicó Vida de san Avelindo (La Discreta).

## Filandón y memoria

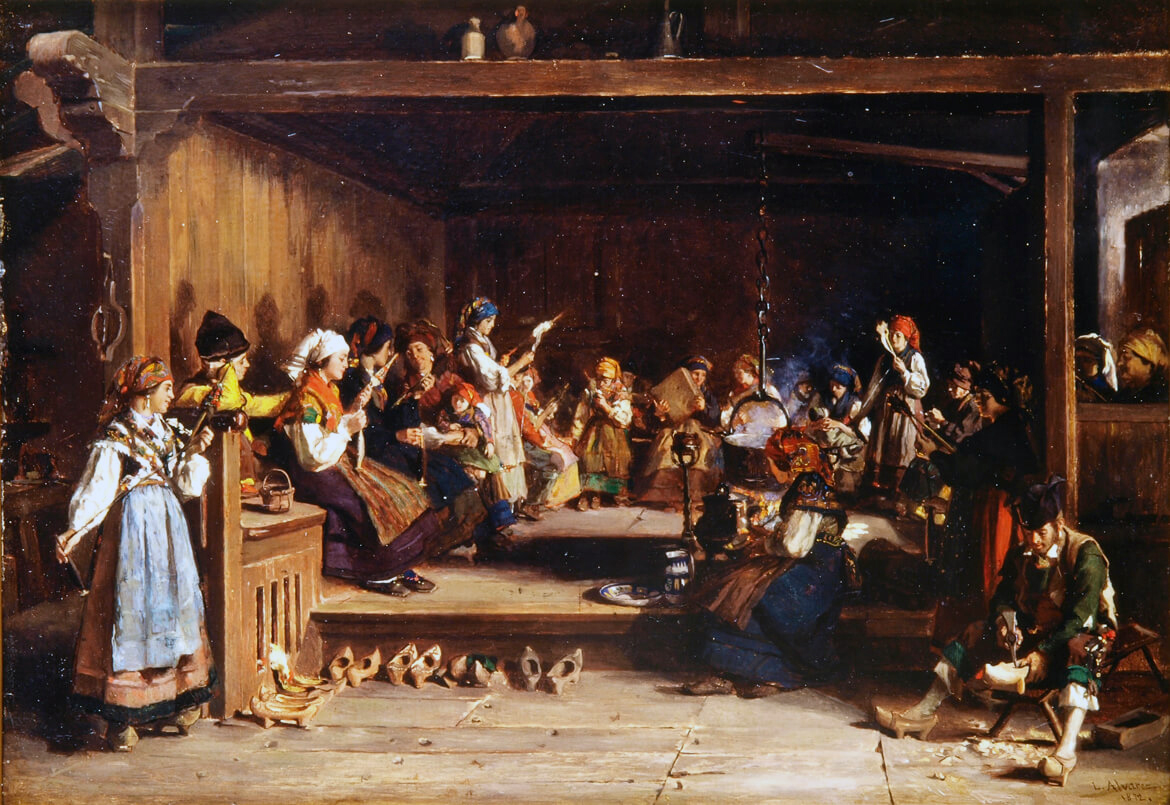
Filandón, cuadro de 1872 obra de Luis Álvarez Catalá..

Apasionado recuperador de la memoria rural, Avelino Hernández dedicó los años centrales de su vida a recorrer pueblos, colegios, festejos y reuniones tradicionales de varia categoría. Estos encuentros con el pasado, que sin duda inspiraron buena parte de su literatura, fueron material etnográfico de valor incalculable para su labor desde las instituciones. Su actividad como narrador oral corrió paralela a la de su amigo Ignacio Sanz, participando en cuantos festivales se celebran en España y, en muchas ocasiones, creando nuevas vías de promoción para la recuperación de la tradición oral en España.
Uno de sus proverbios castellanos favoritos fue: "Nunca eches demasiadas raíces donde eres feliz".

## Homenajes
Una Escuela de Animación y Tiempo Libre lleva el nombre de "Avelino Hernández",  además de un Premio de Novela Juvenil y un Certamen de Realización de Documentales para Jóvenes, que también llevan su nombre, promovidos por el ayuntamiento y la diputación provincial de Soria.

## Obra

### Libros de viajes y ensayo
- Donde la Vieja Castilla se acaba (varias ediciones, 1982, Ediciones de la Torre; 1986, Editorial Ingrabel; 2015, Editorial Rimpego, ISBN 978-84-16610-01-3)

- Viaje a Serrada, Valladolid (1992)
- Crónicas del poniente castellano, con Ignacio Sanz y Miguel Manzano Alonso (1985)
- Itinerarios desde Madrid, (1992)
- Soria hoy: guía de viajes por Soria y su provincia,(1993)
- Guía de Soria, Ed. Júcar (1994)
- Invitación a Soria. A quien conmigo viene, (edición póstuma ,2006)
- Myo Cid en Tierras de Soria, (2001)

### Juveniles
- Una vez había un pueblo, Ed. Emiliano Escolar (1981)
- Historia y cosas de Aranjuez, Ed. de la Torre (1983)
- La boina asesina del contador de cuentos, SM (1988)
- Silvestrito, (1986), personaje llevado a la radio por Pepe Sanz, en la Cadena SER. Miñón/Susaeta (1986)
- Carol, que veraneaba junto al mar, Ilustraciones de Stefanie Saile, Espasa Juvenil, (2002)
- Cuentos de Nana Brunilda, Ed. Toray-RTVE (1992)
- Se me escapó mi perro Canuto, ediciones Paulinas (1989)
- 1943, Bruño (1990)
- Amigos, Susaeta (1990)
- Eva y Tania, Plaza y Janés (1990)
- Conspiración en el parque del Retiro, Anaya (1992)
- Y Juan salió a luchar contra el telediario, Grijalbo-Mondadori (1994)
- Y por qué no te atreves a llamarlo amor, Epígono (1997)
- Tu padre era mi amigo, Alba (1998)
- El valle del infierno, Anaya (1998)
- Va de cuentos, Espasa (1999)
- El árbol agradecido, Televisión Española (2000), disco a beneficio de Unicef
- Aquel niño y aquel viejo (también en catalán, vasco y gallego), Kalandraka (2001)

### Novela y relatos
- Campodelagua, Plaza y Janés (1990). Reedición en 2012 por Nuevos Rumbos
- Aún queda sol en las bardas, Ámbito ediciones, Valladolid, (1984)
- La historia de san Kildán, Premio Miguel Delibes de Narrativa Castellana 1986. Endymión, Madrid.
- La Sierra del Alba, Edelvives, Madrid (1989)
- Almirante Montojo & Commodore Dewey (novela histórica), Epígono, Alicante, (1998)
- Una casa en la orilla de un río, Espasa Calpe, Madrid (1998)
- Los hijos de Jonás, Espasa Narrativa, Madrid (2001)
- La Señora Lubomirska regresa a Polonia, Espasa Narrativa, Madrid (2003).[7]
- Mientras cenan con nosotros los amigos, obra póstuma, Candaya Editorial (2005).[8]
- Las rarezas de los pájaros, obra póstuma, Documenta Balear (2008)
- El día en que lloró Walt Whitman, Edelvives, Madrid, (1994)
- ¿No oyes el canto de la paloma? (antología), Prames (1999)
- El Aquilinón (relato humorístico), Ámbito (1993)
- Cuentos de taberna (en coautoría con Ignacio Sanz y Ramón García Domínguez), Ed. Popular (1989)
- Cuerdas y recuerdos en Sa Gerrería (relato testimonio), Consoci Mirall Palma Centre (2001)

### Poesía
- El septiembre de nuestros jardines, obra póstuma, Casa Abierta Ed. Palma de Mallorca (2005)
- Poética, Casa Abierta editorial (2012)

### Epistolarios
- Cartas desde Selva, obra póstuma, "Tertulia de los Martes", Caja Ahorros Segovia (2007).[9]

### Escritos dedicados a su obra y persona
- Revista cultural Diputación de Soria, monográfico dedicado a la vida y obra del escritor (Revista de Soria, n.º 81, verano del 2013)
- "Diez años sin Avelino".[10] Consultado el 29 de agosto de 2013
- "Meditando. Soria y Avelino Hernández", en la publicación colectiva "Soria resiliencias", (2010).
- La huella de tu ausencia, Teresa Ordinas Montojo,  Biblioteca: estudio e investigación, ISSN 1132-225X, N.º. 29-30, 2014-2015.[11]
- Avelino Hernández, desde Soria al mar, Teresa Ordinas Montojo,  Editorial Rimpego (2021),